# Lekker met de meiden (film)
Lekker met de meiden is een Nederlandse komediefilm uit 2025 naar een idee van Maurits Spijkerman, geregisseerd en mede geschreven door Anna van Keimpema. De film ging op 5 juni 2025 in première.

## Verhaal
De film volgt een jeugdvriendinnengroep die verstrikt raakt in een reeks absurde en pijnlijke confrontaties in Lelystad. De groep bestaande uit de vijf vriendinnen Natalie, Lilly, Jennifer, Chayenne en Linda komen weer bij elkaar tijdens een vrijgezellenfeest, dat meteen dient als de laatste kans om de band te herstellen en hun vriendschap nieuw leven in te blazen. Echter wat een leuk feestweekend had moeten worden, verandert al snel in pure chaos waarbij leugens aan het licht komen en de vriendschap meer onder druk komt te staan dan ooit.

## Rolverdeling
| acteur               | personage |
| -------------------- | --------- |
| Roos Dickmann        | Jennifer  |
| Roxanne Kwant        | Linda     |
| Stefanie van Leersum | Lilly     |
| Asma El Mouden       | Natalei   |
| Lisa Loeb            | Chayenne  |
| Thijs Boermans       | Michael   |
| Davy Eduard King     | Laurens   |
| Tim Helderman        | Condor    |
| Nick Golterman       | stripper  |
| Imanuelle Grives     | Ace       |
| Phi Nguyen           | n.n.b.    |
| Renze Klamer         | n.n.b.    |

## Achtergrond
De film is gebaseerd op een idee van Maurits Spijkerman en werd geregisseerd en mede geschreven door Anna van Keimpema, voor het schrijven van het scenario van de film werd zij bijgestaan door Marianne Riphagen, Maurits Spijkerman en Karen van den Ende. De film werd geproduceerd door Jeroen Koopman namens productiebedrijf NewBe. Hoofdrollen in de film waren weggelegd voor onder anderen Roos Dickmann, Roxanne Kwant, Stefanie van Leersum, Asma El Mouden en Lisa Loeb.

## Release
Op 7 april 2025 werden de eerste bewegende beelden van de film door middel van een trailer bekend gemaakt. Lekker met de meiden werd door distributeur WW Entertainment op 5 juni 2025 in de Nederlandse bioscopen uitgebracht.

## Kritiek
Op de dag dat de film werd uitgebracht sprak zangeres Merol, bekend van de 2018-hit Lekker met de meiden zich uit over vermeende schending van haar auteursrecht. De naam van de film maakt gebruik van een uitspraak die Merol bekendheid heeft gegeven met haar hit. Ze beschuldigt de producent NewBe ervan zich pas bij haar gemeld te hebben voor een samenwerking toen het script al af was. 
"Ik zou meer creatief betrokken willen zijn en achter het verhaal willen staan, maar dat was niet het geval" zei ze. Volgens de producent werd Merol in de ontwikkelingsfase benaderd en wilde ze haar zelfs een rol aanbieden in de film, maar wilde de zangeres niet met hen in gesprek.